# Rugby à XV en Grèce
 (juillet 2012).
Si vous disposez d'ouvrages ou d'articles de référence ou si vous connaissez des sites web de qualité traitant du thème abordé ici, merci de compléter l'article en donnant les références utiles à sa vérifiabilité et en les liant à la section « Notes et références ».
 (juillet 2013).
Le rugby à XV en Grèce est un phénomène assez récent dans le pays. Inconnu pour beaucoup de la population grecque. Il est souvent confondu avec le football américain. Le nombre de licenciés est estimé à environ 200 malgré le manque de donnée. Le rugby est introduit par les étrangers s'établissant temporairement dans le port d'Athènes au Pirée durant des manœuvres avec leur navire.

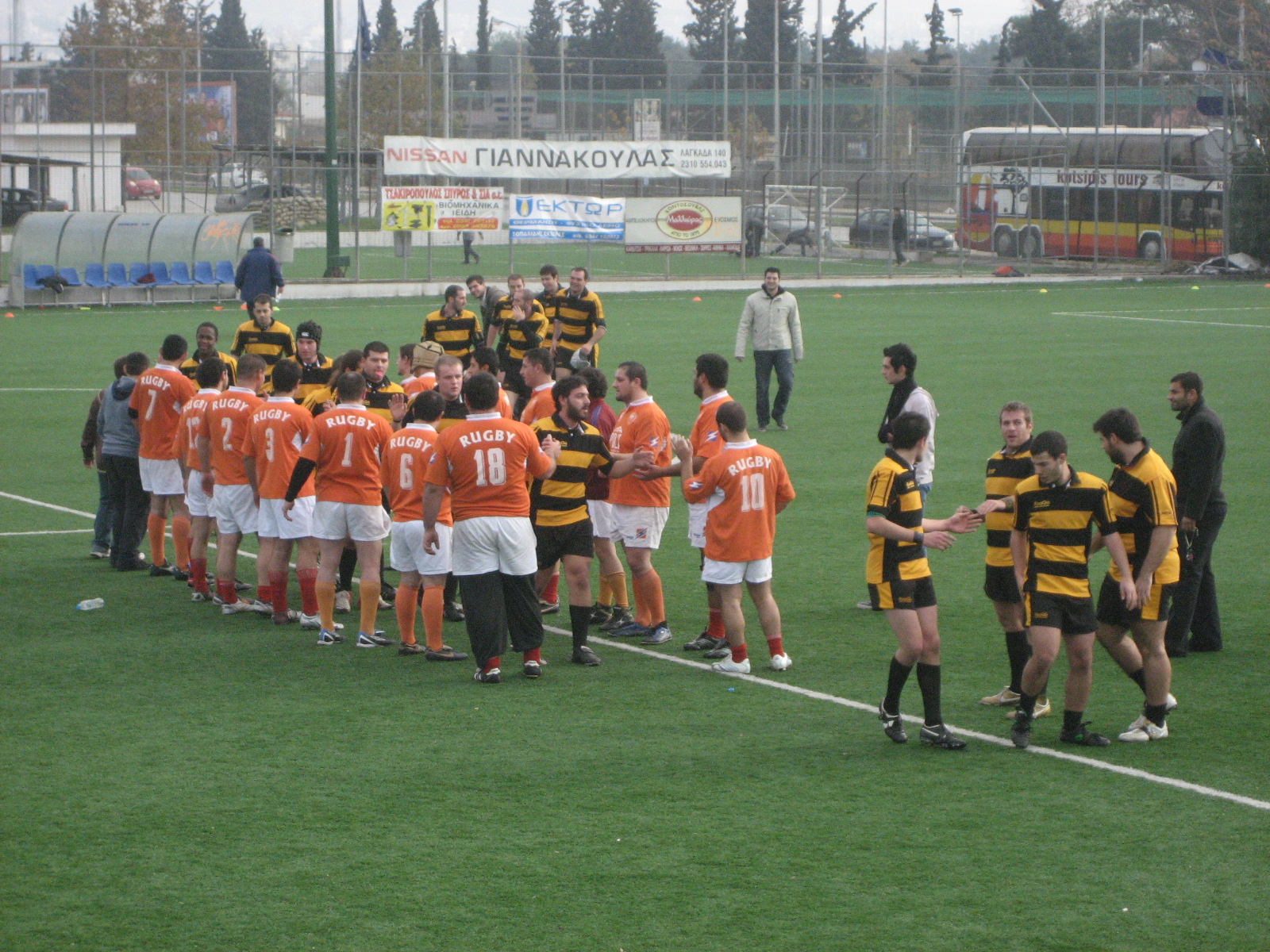
Les Macédoniens contre les Lions à Evosmos en 2008

Le premier club de rugby à XV date de 1982, la fédération grecque a été créée en 2001 et le championnat de rugby à XV pour la saison 2005-2006.
C'est la fédération grecque de rugby à XV (EOP en grec pour Ελληνική Ομοσπονδία Ράγκμπι) qui organise le championnat national depuis 2005. Aucun club n'est professionnel. Le pays présente environ 10 clubs de rugby à XV sur son territoire, chiffre qui a peu évolué depuis 2004.
L'équipe de Grèce de rugby participe au Championnat européen des nations de rugby à XV depuis le 7 octobre 2006 et son intégration à la FIRA-AER en poule 3. Elle participe depuis son intégration au Board en 2012 aux qualifications pour la Coupe du monde pour 2015.

## Histoire

### L'origine
L'histoire du rugby grec naît avec les joueurs étrangers voyageant et arrivant au port d'Athènes-Le Pirée. Régulièrement d'origine britannique, ce sont eux qui amènent les premiers, le ballon ovale sur le territoire grec dans les années 1980. Issus de la marine ou de l'armée britannique, ils vont pendant leur séjour commencer à sensibiliser les premiers grecs de la capitale à ce sport encore inconnu au pays.
Le rugby en Grèce est une histoire très récente, datant du début des années 1980 avec le premier club Spartans Athènes.
Le rugby est souvent confondu avec le football américain connu des émigrants grecs aux États-Unis.
Ensuite, ce sont des grecs partis à l'étranger pour les études qui ramènent ce sport lors de leur vacances ou séjour au sein de la famille. Certains étudiants grecs découvrent ce sport en Bulgarie et conservent des contacts avec les universités de Sofia pour effectuer des matches.

### Le premier club
Le premier club créé pour le rugby à XV a été créé en 1982, il s'agit du club des Spartans d'Athènes.

En 2001, la première cour de justice d'Athènes accorde un statut légal à la Hellenic Rugby Union (HRU ou EPO en grec).
Le club des Spartans est emblématique avec ses maillots de rugby utilisant les chiffres grecs uniquement et non les chiffres arabes. Ainsi, les joueurs tiennent les numéros :A, Β, Γ, Η, Θ, Φ, Τ, Σ, Ι, Κ... Aucune autre équipe n'utilise ce système de numéros.
L'équipe doyenne du rugby dans le pays enregistre régulièrement de bons résultats en rugby à sept, ce qui n'est pas le cas en championnat national avec quinze joueurs.

### En 2004, une fédération
En 2004, la Hellenic Federation of Rugby (HFR) est créée et reconnue par le Secrétariat général hellénique des Sports. Elle est dirigée par le Dr Evangelos Stamos, qui en est toujours son président en 2013.
Avant que le rugby grec soit reconnu au sein des instances nationales et internationales, ce sport commence aussi à être pratiqué en Grèce du Nord avec quelques pionniers et la mise en place de matches avec des équipes étrangères (Bulgarie). La première équipe du Nord de la Grèce est le Spartakos Thermaïkos et dans les trois premières avec Minotaures Corinthos (aujourd'hui disparue). De sa dissolution, il va naître l'équipe Iraklis Thessalonique et Lions Thessalonique après que le championnat national ne passe d'un groupe nord et sud en une poule unique.
En juin 2005, la Grèce entre dans la FIRA – Association européenne de rugby, dans le groupe 3D. L'équipe nationale de rugby à XV fait ses premiers entraînements en  septembre 2005, pour un premier match contre l'Autriche le mois suivant.

### Le premier championnat en 2005
Cette même saison 2005-2006, un championnat de rugby à XV est créé, avec huit équipes,.
Il fait suite à la création de la fédération qui malgré les propos de son représentant n'a jamais constaté une activité rugbystique réelle des 22 clubs mentionnés. 
Les équipes sont concentrées dans les grandes villes: Athènes et Thessalonique.
La capitale regroupe le plus d'équipe avec Athens RFC, Attica Springboks et les Spartans Athènes. Au nord, le Spartakos, Iraklis et Anagennisi représentent le contre-poids athénien, ainsi que le Colosse Rhodes RFC.
En 2013, le championnat national regroupe quatre équipes athéniennes, deux de Thessalonique et une de Rhodes (Rhodes Rugby Unity).
En 2007, l'équipe de Grèce est promue dans le groupe 3C (Bulgarie, Luxembourg, Finlande et Israël) qualificatif pour la Coupe du monde de rugby à XV 2011. Elle est en 2013, dans le groupe 2D.

### Le rugby grec international
Après avoir franchi progressivement les différents échelons, de l'échelle locale à nationale, le rugby grec intègre la fédération européenne : FIRA – AER.
C'est le dernier échelon avant d'intégrer l'International Rugby Board et de pouvoir être représenté à l'échelle mondiale. Dès lors, l'équipe nationale participe aux qualificatifs pour les différentes Coupes du monde.
En 2013, la Nationale Grecque comptabilise ainsi 23 matches officiels pour 14 victoires. Elle est assez brillante dans les championnats européens (Division 2) de rugby à sept avec des places d'honneur (4e et 5e). Cependant, elle doit encore puiser sur des joueurs provenant de l'étranger (Angleterre, Australie, France et Espagne). De plus, le pays ne semble pas assez en mesure actuellement d'offrir un championnat national attractif car trop instable dans ses formules et faisant intervenir peu d'équipe.
Dans l'histoire du rugby grec, quelques joueurs enregistrent des carrières professionnelles ou semi-professionnelles exercées uniquement à l'étranger (France, Espagne et Bulgarie).

## Championnat national

### La suprématie des Athens
Le championnat de Grèce de rugby à XV a été créé pour la saison 2005-2006, avec huit équipes : trois en Attique, trois à Thessalonique, une à Rhodes et une à Trikala.

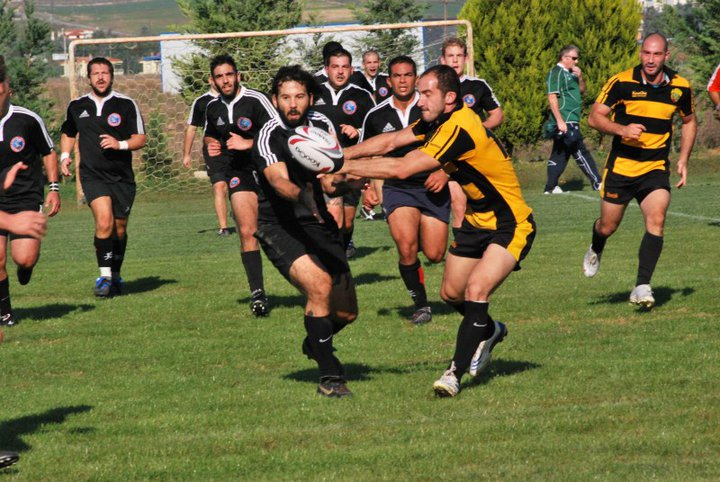
Équipe des Athens Rugby

Durant six saisons, les Athens Rugby ont remporté le championnat national. Techniquement supérieure, l'équipe n'a que très rarement faillie durant ses matches de championnat, raflant ainsi jusqu'en 2011, tous les titres nationaux.
Seule équipe ayant inquiétée cette suprématie: les Colosses de Rhodes. Cette dernière, composée d'Anglais, Sud-Africains et Australiens d'origine grecque, est la seule qui a su contrer le quinze athénien. Les contraintes de transport soumises à l'équipe de Rhodes ont souvent coûté cher à l'équipe pour revendiquer le titre de champion (forfait, absence pour les voyages sur le continent).
Le championnat de Grèce 2008 a été remporté par Athènes RFC contre les Springboks de l'Attique. Les deux clubs s'affrontent à nouveau le 28 mars 2009, pour la finale 2009 du championnat.

### Une transition amorcée
À partir des saisons 2009 et saison 2010, l'équipe des Springboks d'Athènes vient comme une seconde force dans le championnat dépassant bientôt l'équipe de Rhodes.
C'est en 2011, que l'équipe remporte le championnat national succédant aux Athens dans une formule à phase finale qui voit l'équipe des Athens sortie de la compétition avec Iraklis après des incidents durant le match de demi-finale en 2012. 
Tout au long du championnat 2011-2012, les Springboks auront démontré des qualités techniques supérieures aux autres équipes du pays. Une transition s'amorce...
En 2013, les Springboks Athènes ne peuvent défendre leur titre après des pénalités successives infligées à la suite de décisions de la fédération qui donnera championne l'équipe d'Iraklis Thessalonique.

## Les clubs grecs
Les clubs de rugby grecs sont peu nombreux dans le pays. Ils sont à l'image de la connaissance du sport dans le pays, trop souvent confondu avec le football américain. Le rugby né au début des années 1980 à Athènes ne sera représenté que par le club doyen des Spartans. Puis c'est dans les années 2000 que se forment de nouveaux clubs.

### Les premiers clubs
- Athens RFC, champion de Grèce en titre (2009), créé en novembre 2004
- Springboks de l'Attique, créé en octobre 2000 (stade de Glyka Nera, nord de l'Attique)
- Spartans Athens RFC, plus ancien club, créé en 1982. Il a une équipe senior et une des moins de 18 ans qui jouent au stade d'Aghios Cosmas au sud d'Athènes et une école de rugby pour les garçons et les filles de 12 à 14 ans installée au stade de Glyfada[9]
- Les Colosses Rodos Rugby, à Rhodes, créé en 2003 par des Grecs de retour d'Australie
- Spartakos Thessalonique, équipe du Nord du pays créé dans les années 2005 et disparaît en 2008

### Des clubs qui disparaissent
- Héraklès de Thessalonique, formé de joueurs du Spartakos en 2008
- Lions Thessalonique, formé de joueurs du Spartakos en 2008
- Macédoniens de Thessalonique, basé ouest en périphérie de Thessalonique (Evosmos)
- Trikala Kalyvia, seul club Thessalien ayant existé deux saisons.
- Minotaures Corinthos, équipe pionnière dans le rugby grec

### De nouveaux clubs
- Aiolos Patras, club créé en 2009 qui joue également en rugby à XIII.
- Egaleo City, club créé en 2010 en périphérie ouest d'Athènes
- Titans Kavala, équipe formée dès 2009 mais officialisée en 2013, organisatrice de matches amicaux et les premiers beach-rugby en Grèce.
- Knights Rhodes (ou Ippotes en grec), seconde équipe de Rhodes créée en 2010

### Des formations indépendantes
- Rebels, formation athénienne
- West Side Rugby, nouvelle équipe athénienne formée en 2012

### Bilan par clubs
Les statistiques dépendent des données disponibles (voir références) et sont arrêtées à la fin de la saison 2012-2013.
| Club                     | Nombre de participation | Titres | Nombre de matches | Victoires | Nuls | Défaites |
| ------------------------ | ----------------------- | ------ | ----------------- | --------- | ---- | -------- |
| Athens RFC               | 8                       | 6      | 57                | 49        | 1    | 5        |
| Attica Springboks RFC    | 8                       | 1      | 55                | 38        | 4    | 13       |
| Iraklis Thessaloniki     | 8                       | 1      | 46                | 26        | 1    | 19       |
| Spartans Athens          | 8                       | 0      | 55                | 13        | 1    | 41       |
| Colosse Rhodes RFC       | 7                       | 0      | 45                | 23        | 2    | 20       |
| Thessaloniki Lions       | 5                       | 0      | 31                | 17        | 1    | 13       |
| City Aigaleo             | 3                       | 0      | 18                | 2         | 0    | 16       |
| Spartakos Thessalonique  | 3                       | 0      | 16                | 11        | 1    | 4        |
| Makedones Evosmos        | 3                       | 0      | 22                | 5         | 0    | 17       |
| Megala Kalyv.Trikala     | 3                       | 0      | 21                | 1         | 0    | 20       |
| Ippotes Rodos            | 2                       | 0      | 10                | 1         | 0    | 9        |
| Poseidon Rafina          | 2                       | 0      | 8                 | 0         | 0    | 8        |
| Anagennisi Thessalonique | 1                       | 0      | 8                 | 3         | 0    | 5        |
| Aiolos Patra             | 1                       | 0      | 5                 | 1         | 0    | 4        |

## Principaux stades
Les stades de rugby en Grèce n'existent pas. Les terrains de rugby dédiés à ce sport sont inexistants.
Cependant, il faut mentionner que plusieurs terrains ou stades sont adaptés ponctuellement à l'organisation de matches internationaux ou pour des tournois et matchs de clubs.
Ainsi, les stades ayant accueilli des matches internationaux de l'équipe de Grèce sont:
- Stade annexe de Kaftantzoglio à Thessalonique
- Stade Municipal d'Alexandroupoli à Alexandroupoli
- Stade Pampeloponesiako à Patra
- Stade Municipal d'Egaleo à Egaleo

### Terrains pouvant être équipés
La pratique du rugby avec des perches sur le terrain est limitée à quelques terrains où jouent les équipes locales. Ainsi, les terrains régulièrement concernés par les matches de rugby en Grèce sont:
- Terrain municipal Agios Kosmas à Athènes
- Terrain Katsanio  à Thessalonique
- Centre sportif Matta à Nea Redaisto, Thessalonique
- Stade Municipal d'Egaleo à Egaleo
- Stade Paradeisi à Rhodes

## Rugby à sept
Le rugby à sept a aussi fait son apparition dans les années 2000. Les 20 et 21 juin 2008, un tournoi de rugby à sept vit s'affronter dix équipes à Corfou dont l'Italie, l'Espagne, Chypre et la Grèce. Les joueurs de l'équipe de rugby à sept de Grèce venaient tous des équipes du championnat de rugby à XV.

### Les championnats nationaux
Le championnat national de rugby à sept a lieu régulièrement. Initié en 2007 à Domokos, il est organisé généralement en deux phases.
En 2009 il a lieu à Egaleo près d'Athènes en une unique phase et regroupe cinq équipes.
En décembre a lieu la première phase du championnat national de rugby à sept. Il a lieu à Egaleo et regroupe six équipes.

### Les premières participations internationales
À Corfou, le 20 et 21 juin 2008.
Il s'agit d'une des sept étapes de l'European Sevens qui prend place sur l'île Ionienne. Elle précède la phase finale de Hanovre pour la saison 2007-2008.

## Popularité
Le rugby à XV a été introduit en Grèce par les Grecs de retour de diaspora des pays anglophones (îles britanniques, Afrique du Sud ou Australie) et ce sont eux qui essayent de faire vivre ce sport en Grèce. Les matchs de l'équipe nationale comme ceux du championnat ne sont vus vu que par quelques petites centaines de fanatiques issus des diasporas grecques anglosaxonnes, la majorité des Grecs ne connaissent même pas son existence. Cette situation a été la même pour les débuts du rugby en France ou en Argentine.

## Retransmission télévisée
La première retransmission d'un match de rugby à la télévision grecque a eu lieu en mai 2006, sur Supersport channel. Il s'agit d'une rencontre de la coupe d'Europe des nations FIRA-AER : Grèce - Finlande. La chaîne satellite Novasports 1 retransmet le rugby mondial en Grèce. Elle a une émission consacrée au rugby tous les samedis après-midi : Total Rugby. Elle retransmet le Tournoi des Six Nations, la Coupe d'Europe de rugby à XV et le Tri-nations.